# Garlasco
Garlasco (lombardul: Garlasch) település Olaszországban, Lombardia régióban, Pavia megyében. Lakosainak száma 9504 fő (2023. január 1.). Garlasco Alagna, Dorno, Tromello, Zerbolò, Borgo San Siro és Gropello Cairoli községekkel határos.

## Népesség
A település lakossága az elmúlt években az alábbi módon változott:
| Lakosok száma | 9761 | 9805 | 9504 |
|               | 2017 | 2018 | 2023 |